# Logiciel de sous-titrage

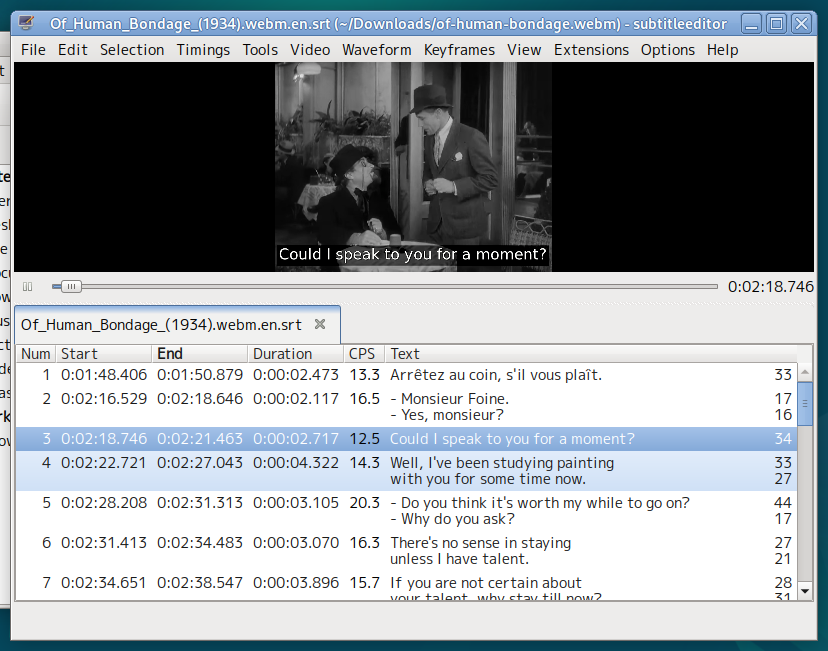
Capture d'écran de Subtitle Editor, logiciel d'édition de sous-titres.

Un logiciel de sous-titrage ou éditeur de sous-titres est un type de logiciel utilisé pour créer et éditer des sous-titres destinés à être superposés et synchronisés avec une vidéo. Ces éditeurs fournissent habituellement un aperçu de la vidéo, un éditeur de texte, le repérage temporel, et des réglages de mise en forme et de positionnement du texte. Les logiciels de sous-titrage existent sous forme de logiciels autonomes, de composants de logiciel de montage vidéo, ou d'applications web.

## Les fonctions du logiciel
Un logiciel de sous-titrage possède généralement les caractéristiques suivantes :
- gestion d'une grande variété de formats vidéo, le chargement et l'enregistrement d'un large éventail de formats de fichiers de sous-titres ;
- aperçu de la vidéo : lecture simultanée et synchronisée de la vidéo et des sous-titres, pause/lecture et réglage fin de la vidéo à des vitesses variables ;
- saisie et édition de texte :
  - Recherche et remplacement de texte ;
  - Correcteur d'orthographe ;
  - adaptation de l'encodage du texte (UTF-8, Unicode, etc.) ;
  - affichage d'un texte secondaire pour faciliter la traduction du texte d'origine
- modification de la durée d'affichage d'un sous-titre ;
- décalage temporel des sous-titres ou d'un ensemble de sous-titres en arrière et en avant ;
- changement du format de sous-titres (MicroDVD, MPSub, SubRip, ...) ;
- modification du nombre d'images par seconde.

Les éditeurs utilisés par les radiodiffuseurs peuvent avoir des fonctions supplémentaires :
- Reconnaissance automatique des paroles, que ce soit pour la création de sous-titres en direct ou non
- Sous-titrage en direct - où les sous-titres sont créés en temps réel pour un programme en direct, généralement par l'intermédiaire d'une méthode de saisie rapide (par exemple, sténographie, abréviation, ou reconnaissance vocale), et les sous-titres sont transmis à des systèmes externes pour la diffusion avec le programme.

## Exemples de logiciels de sous-titrage
- Aegisub - Gratuit, systèmes GNU/Linux, OS X, Windows.
- Subtitle Editor - disponible uniquement sous Linux, sous licence GPL

## Les logiciels connexes
- SubRip - Gratuit. Pas un éditeur, mais utilisé pour extraire les sous-titres à partir de fichiers vidéo VOB ou autres, par reconnaissance optique de caractères[1].
- Avidemux - Gratuit. Avidemux est un logiciel de montage vidéo qui peut être utilisé pour extraire les sous-titres comme le logiciel SubRip.
- VobSub/VSFilter/DirectVobSub - pas un éditeur, mais une extension Windows (filtre DirectX) qui affiche les sous-titres pendant la lecture vidéo.

## Formats de sous-titres
| Nom                         | Extension                                   | Type                | Mise en forme | Métadonnées | Repérage temporel       | Précision               |
| --------------------------- | ------------------------------------------- | ------------------- | ------------- | ----------- | ----------------------- | ----------------------- |
| AQTitle                     | .aqt                                        | Texte               | Oui           | Oui         | Images                  | Image                   |
| EBU-TT-D                    | NC                                          | XML                 | Oui           | Oui         | Temps écoulé            | illimitée               |
| Gloss Subtitle              | .gsub                                       | HTML/XML            | Oui           | Oui         | Temps écoulé            | 10 ms                   |
| JACOSub                     | .jss                                        | Texte avec balisage | Oui           | Non         | Temps écoulé            | Image                   |
| MicroDVD                    | .sub                                        | Texte               | Non           | Non         | Images                  | Image                   |
| MPEG-4 Timed Text           | .ttxt (ou mélangé avec le flux audio/vidéo) | XML                 | Oui           | Non         | Temps écoulé            | 1 ms                    |
| MPSub                       | .sub                                        | Texte               | Non           | Oui         | Temps séquentiel        | 10 ms                   |
| Ogg Writ                    | NC (inclus dans le conteneur Ogg)           | Texte               | Oui           | Oui         | Sequential granules     | suivant le bitstream    |
| Phoenix Subtitle            | .pjs                                        | Texte               | Non           | Non         | Images                  | Image                   |
| PowerDivX                   | .psb                                        | Texte               | Non           | Non         | Temps écoulé            | 1 s                     |
| RealText                    | .rt                                         | HTML                | Oui           | Non         | Temps écoulé            | 10 ms                   |
| SAMI                        | .smi                                        | HTML                | Oui           | Oui         | Images                  | Image                   |
| Spruce subtitle format      | .stl                                        | Texte               | Oui           | Oui         | Temps séquentiel+images | Temps séquentiel+images |
| Structured Subtitle Format  | .ssf                                        | XML                 | Oui           | Oui         | Temps écoulé            | 1 ms                    |
| SubRip                      | .srt                                        | Texte               | Oui           | Non         | Temps écoulé            | 1 ms                    |
| (Advanced) SubStation Alpha | .ssa or .ass (advanced)                     | Texte               | Oui           | Oui         | Temps écoulé            | 10 ms                   |
| SubViewer                   | .sub                                        | Texte               | Non           | Oui         | Temps écoulé            | 10 ms                   |
| Universal Subtitle Format   | .usf                                        | XML                 | Oui           | Oui         | Temps écoulé            | 1 ms                    |
| VobSub                      | .sub + .idx                                 | Image               | NC            | NC          | Temps écoulé            | 1 ms                    |
| XSUB                        | NC (inclus dans le conteneur DivX)          | Image               | NC            | NC          | Temps écoulé            | 1 ms                    |